# Nonoguchi Ryūho

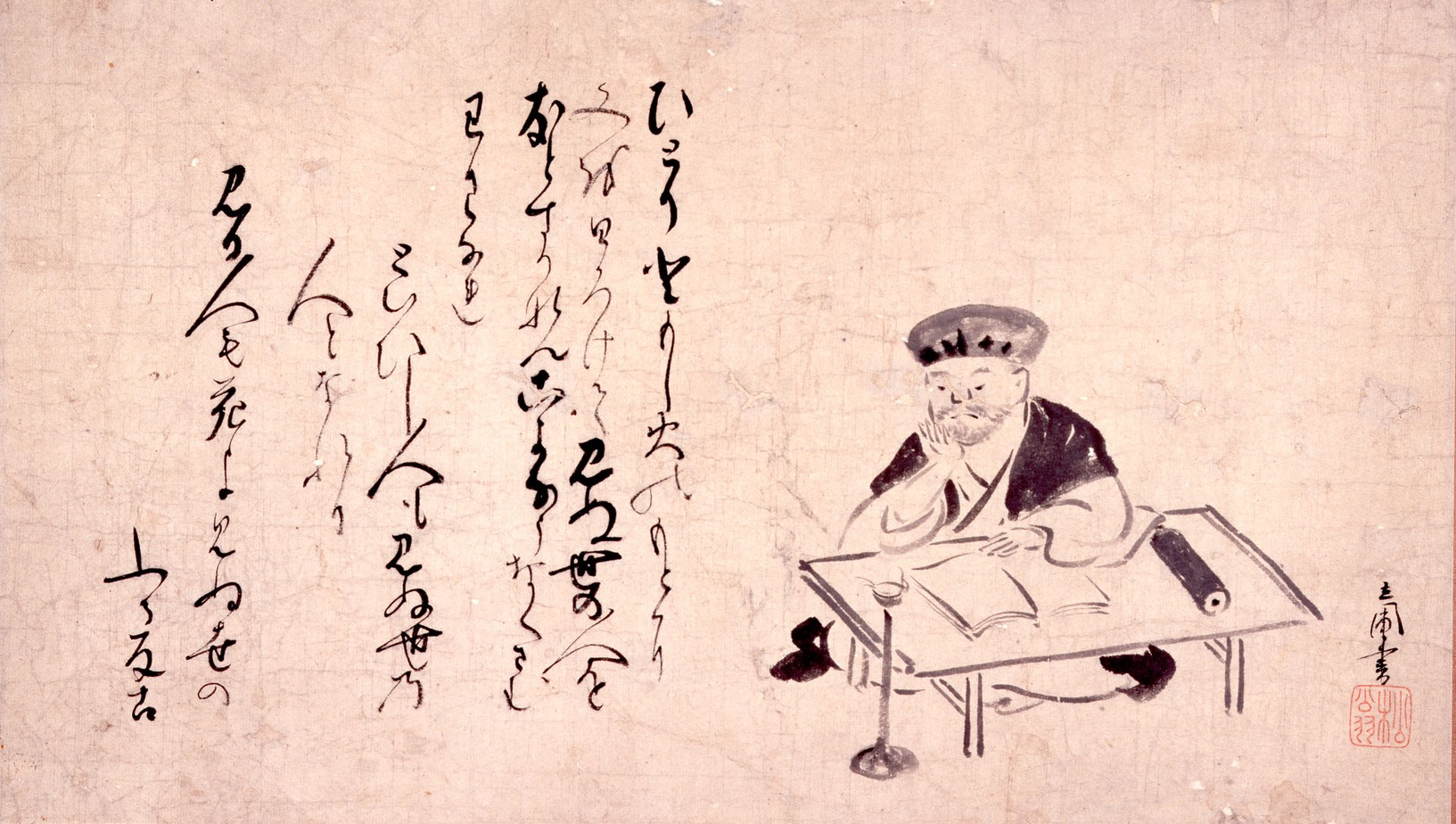
Nonoguchi Ryūho Surimono

Nonoguchi Ryūho (japanisch 野々口 立圃; geboren 1595 in Kyōto (Provinz Yamashiro); gestorben 24. Oktober 1669 ebenda) war ein japanischer Unternehmer und Haiku-Dichter.

## Leben und Wirken
Nonoguchi Ryūho war ein reicher Kaufmann. Seit er nach Kyōto zog und mit der Herstellung von Hina-Puppen begann, wurde er liebevoll „Hinaya Ryūho“ (雛屋 立圃) genannt. Neben der Führung des Familienbetriebs studierte er Renga bei dem Poeten Inawashiro Kensai (1452–1510), Waka bei Karasuma Mitsuhiro (烏丸 光広; 1579–1638), Kalligraphie bei dem Prinzen Sonchō (尊朝 法親王; 1552–1597) und Haikai bei Matsunaga Teitoku. Er war auch ein guter Maler. Im Bereich Haikai war er einer der besten Schüler Teitokus, doch 1633 hatte er einen Streit mit Matsue Shigeyori (1602–1680) über die Herausgabe der „Enoko-shū“ (犬子集) – „Welpen-Sammlung“, wobei es zu einer Entfremdung mit Teitoku kam.
Ab 1640 lebte Nonoguchi zehn Jahre lang in Edo, dann in Tsukushi, Fukuyama und Osaka, bevor er 1960 nach Kyōto zurückkehrte. Zu seinen veröffentlichten und herausgegebenen Werken gehören „Haikai hokku-chō“ (誹諧発句帳) 1633, „Hanahigusa“ (はなひ草) 1636, „Tsuizen no kyūhyaku in“ (追善九百韻) 1637, „Sora Tsubute“ (空つぶて) 1649, „Kawafune Toku Banzai“ (河舟徳万歳) 1653 und „Komachi Odori“ (小町踊) 1665. Weiter gibt es „Jūjō Genji“ (十帖源氏) 1661, eine Zusammenfassung des „Genji Monogatari“, und „Osana Genji“ (おさな源氏), das als „Kanazōshi“ (仮名草子), also in Hiragana ausgeführt wurde.